# T in the Park
T in the Park foi um festival musical realizado anualmente em Escócia entre 1994 e 2016. o nome se da graças ao patrocinador que é a empresa de cerveja Tennents. Foi inicialmente realizada em Strathclyde Park, mas a partir de 1997 foi realizado em um aeroporto fora de uso em Balado, em Perth e Kinross na Escócia. T in the Park era originalmente um festival de dois dias, mas desde 2007 tem ocorrido ao longo de três dias, e em 2008 foi introduzida a possibilidade de actualizar para a duração de um fim de semana. O festival é promovido pela Big Day Out. Tem lugar no mesmo fim de semana mesmo que o evento Oxegen na Irlanda.
O festival T in the Park de 2017 foi cancelado devido a problemas ocorridos na edição de 2016. Oficialmente, ele foi substituído pelo festival TRNSMT, realizado no mesmo final de semana, no Glasgow Green. A edição de 2017 foi um sucesso, e novas edições do TRNSMT ocorreram em 2018 e 2019. Em julho de 2019, o organizador do festival, Geoff Ellis, confirmou que o T in the Park não retornaria.